# Bersa Thunder 380
A Thunder 380 é uma série de pistolas semiautomáticas leves e relativamente pequenas, com câmara no calibre .380 ACP, fabricada pelo fabricante argentino de armas de fogo Bersa, S.A.
É semelhante em projeto à Walther PPK, mas também possui características de projeto vagamente em comum com a pistola compacta Beretta 70; embora seja vendida por cerca de metade do preço de uma PPK.

## Desenvolvimento
A Thunder 380 faz parte da linha atual de produtos Bersa que também inclui Thunder 32, Thunder 22, Thunder 22–6, Thunder 380 Deluxe, Thunder 380 Combat, Thunder 9, Mini Thunder 9, Mini Thunder 40 e Mini Thunder 45. Uma variante leve da Thunder 380, chamada de modelo "Concealed Carry" (porte oculto) (ou 380CC), e uma "Bersa Thunder 380 Plus" com capacidade de 15 cartuchos foram lançados pela Bersa nos Estados Unidos, e as variantes "Firestorm 380" e "Firestorm 22" são vendidos pela Firestorm SGS de Nova Jersey; montada a partir de peças fabricadas pela Bersa.

## Mercado pretendido
A Thunder 380 é adequada para transporte oculto devido ao seu tamanho pequeno e guarda-mato arredondado. Um revisor chama isso de "muito fácil de manter". A Thunder 380 é bastante popular em muitos países da América do Sul, onde o .380 ACP é frequentemente o cartucho mais poderoso permitido para civis.
Várias forças militares e policiais incluíram Bersa 380 em seu inventário, incluindo a Força Aérea Equatoriana.

## Vantagens de projeto
A Thunder 380 possui uma estrutura leve em liga de alumínio que reduz o peso para facilitar o transporte, mas a pistola ainda mantém massa (peso) suficiente para ajudar a controlar o recuo. Os carregadores são projetados com uma seção extra de empunhadura, para que todos os dedos da mão que dispara sejam acomodados. O projeto de cano fixo e de blowback teoricamente ajuda na precisão, e parece que a grande maioria dos usuários da Thunder 380 relata favoravelmente sobre esse assunto. O alinhamento quase reto da câmara e do cartucho superior do carregador parece ser responsável pelo compartimento e ciclagem confiáveis da pistola. A armação apresenta uma longa espiga traseira sobre as empunhaduras, que protege efetivamente o polegar do atirador contra mordidas do cão ou da corrediça. Existem vários recursos de segurança integrados à Thunder 380: uma trava de segurança manual montada na corrediça e um decocker que bloqueia o cão, uma trava de segurança de desconexão do carregador que evita o disparo se um carregador não estiver inserido, um primeiro acionamento longo do gatilho de ação dupla (DA), um percussor inercial e (em alguns modelos) uma trava de gatilho integral operada por chave. Algumas versões também apresentam um bloco de percutor automático. A pistola possui ajuste de vento da alça de mira.